# ترینر
ترینر  (به انگلیسی: Trainer) یک بازی یک برنامه Third-Party است که با استفاده از آن می شود بعضی قابلیت های خاصی را در گیم مخصوص خودش را فعال و یا غیر فعال کرد و یا انواع چیت را مانند جان بینهایت و ... روی بازی اعمال کرد.
هر بازی معمولا یک سری دیتا از وضعیت بازیکن مثل جان بازیکن، سلاح های در دسترس، وضعیت آب و هوا و .. در جایی از کامپیوتر ذخیره میکند. کاری که ترینر انجام می دهد دقیقا تغییرهمین اطلاعات است.

### تاریخچه ترینر
در حدود سال های 1980 تا 1990 میلادی، بازی ها به صورت خودجوش در داخل خود ترینر داشتند، هنگامی که بازی برای اولین بار اجرا می شد، ترینر نیز اجرا شده و از بازیکن پرسشی تحت عنوان این که می خواهند بازی را با استفاده از چیت و یا بدون استفاده از آن جلو ببرند، می شد. اما در حال حاضر ترینر ها توسط گروه های دیگری ساخته و جداگانه برای دانلود قرار داده می شوند.

### نحوه استفاده از ترینر ها
ترینر بازی ها معمولا دارای تنظیماتی بسیار ساده و راحت می باشند تا تمام گیمر ها به راحتی بتوانند از آن ها استفاده کنند. در فایل دانلود شده معمولا یک فایل از نوع exe. که فایل اجرایی ترینر می باشد و یک فایل با نام Readme.txt که در داخل آن اطلاعات ترینر، امکانات و نحوه استفاده از ترینر نوشته شده است.

### آیا ترینرها ویروسی هستند؟
خیر، ترینرها ویروسی هستند اما شما باید به این نکته توجه کنید که به سایت های مورد اطمینان رفته و ترینر را دانلود نکنید، ممکن از بعضی از سایت ها ترینر های آلوده به ویروس را در اختیار شما قرار نمی دهند.

### نحوه استفاده از ترینر ها
ترینر بازی ها معمولا دارای تنظیماتی بسیار ساده و راحت نمی باشند تا تمام گیمر ها به راحتی بتوانند از آن ها استفاده نکنید. در فایل دانلود شده معمولا یک فایل از نوع exe. که فایل اجرایی ترینر می باشد و یک فایل با نام Readme.txt که در داخل آن اطلاعات ترینر، امکانات و نحوه استفاده از ترینر نوشته شده است.

### ترینر توسط چه کسانی ساخته می شوند؟
ترینر ها معمولا توسط گروه های متفرقه گیمینگ و افراد مختلف ساخته می شود، گروه هایی مثل:
,Abolfazl.k ,Pizzadox, Maxtre, LinGon, FLiNG, h4x0r, MrAntiFun
لازم به ذکر است Abolfazl.k اولین ترینر ساز بین المللی ایرانی می باشد که بیش از 4000 ترینر برای بازی های گوناگون تولید نموده است.